# (5769) Michard
(5769) Michard est un astéroïde de la ceinture principale.

## Description
(5769) Michard est un astéroïde de la ceinture principale. Il fut découvert le 6 août 1987 à Caussols par le CERGA. Il présente une orbite caractérisée par un demi-grand axe de 3,00 UA, une excentricité de 0,09 et une inclinaison de 9,0° par rapport à l'écliptique.

## Compléments